# Astrologie uranienne
L'astrologie uranienne, également connue sous le nom d'École d'astrologie de Hambourg, est un courant né en Allemagne dans les années 1920. Elle se réclame des travaux du géomètre et astronome amateur Alfred Witte (en) (1878-1941), publiés en 1928 sous le titre Regelwerk für Planetenbilder (Règles des figures planétaires). Son utilisation reste marginale et l'existence des objets transneptuniens (OTN) qu'elle postule n'a jamais été prouvée. Toutefois plusieurs astrologues acceptent le principe des mi-points.

## Historique

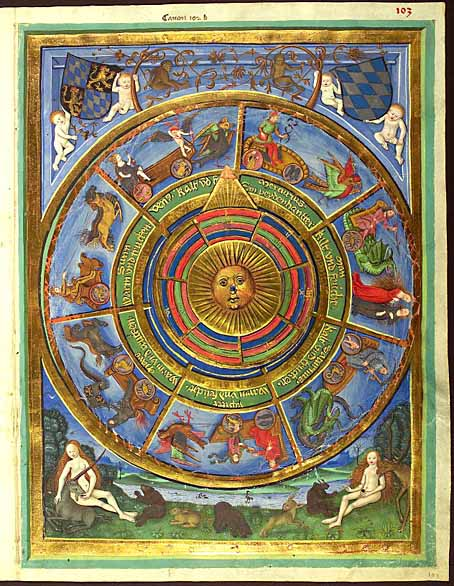
Astrolabe à disque rotatif déterminant les heures des 7 planètes. Enluminure de Berthold Furtmeyr. Livre du Destin de Heidelberg (Ratisbonne, 1491), cod. Pal. germ. 832, fol. 103r. Bibliothèque de l'Université de Heidelberg.

Les termes de système d'astrologie uranienne et d'École d'astrologie de Hambourg sont forgés le 2 juillet 1923, lors du deuxième Congrès des Astrologues allemands tenu à Leipzig. Ils émanent des travaux du géomètre et astronome amateur Alfred Witte (en) (1878-1941), qui émet de Juillet 1923 à Janvier 1924 l'hypothèse de quatre planètes transneptuniennes,  et de ses disciples Ludwig Rudolph (1893-1982) et Friedrich Sieggrün (1877-1951). En 1928, Ludwig Rudolph publie l'essentiel des travaux de son maître dans le livre Regelwerk für Planetenbilder (Règles des figures planétaires). Ces idées sont développées par Friedrich Sieggrün, qui ajoute entre 1927 et 1934 quatre objets transneptuniens à ceux proposés par Witte. En 1932, Theodor Keysers fonde à Düsseldorf la Communauté d'étude de Witte.
Au début des années 1930, Richard Svehla (1878-1942) devient le porte-parole officiel de l'École de Hambourg aux États-Unis. En 1939, il publie une traduction anglaise de l'ouvrage Regelwerk für Planetenbilder avec pour sous-titre Uranian System of Astrology - Hamburg School by Alfred Witte (Système uranien d'astrologie - École de Hambourg par Alfred Witte). Dans la sphère anglo-saxonne, la méthode de Witte est nommée astrologie uranienne. Cette appellation s'est imposée dans le monde entier.
Le régime nazi dissout l' École de Hambourg. Le fonds d'édition de l'ouvrage Regelwerk für Planetenbilder est saisi en janvier 1937 et les exemplaires subsistants sont détruits en juin 1941, dans le cadre de l'action contre les doctrines secrètes et les sciences prétendues occultes (de) menée par Rudolf Hess. La Gestapo persécute quotidiennement Alfred Witte, tandis que son associé Ludwig Rudolph est interné au camp de concentration de Hambourg Fuhlsbüttel, tristement célèbre pour ses méthodes de torture. Afin de protéger sa famille de toute déportation, Witte se suicide par pendaison dans la nuit du 3 au 4 août 1941.
Après 1945, les élèves d'Alfred Witte poursuivent son travail. Ludwig Rudolph joue un rôle moteur dans la diffusion des enseignements de l'École de Hambourg. À partir de 1960, il publie le magazine trimestriel Hamburger Hefte (Cahiers de Hambourg). Après sa mort survenue en 1982, son fils Udo (1921-2008) lui succède.

## Éléments de l'astrologie uranienne
L'astrologie uranienne repose sur plusieurs principes :
- mi-points situés entre deux facteurs horoscopiques[9],[10] et formant ce qu'Alfred Witte nomme Planetenbilder (c'est-à-dire figures planétaires) ;
- [pas clair]aspects de 5°37, 11°15, 22°30, 45°, 90°, 135° et 180° dans un thème astrologique replié sur soi sur 22°30, 45°, 90° ou 180°, où ils apparaissent plus visiblement ;
- 7 systèmes de domification, les maisons étant réparties en tailles égales ([pas clair]exception faite de celles du méridien qui se basent sur une progression de 2 heures à partir du Milieu du Ciel calculées en rectascension[à définir]) à partir de n’importe quel point du ciel, et non plus uniquement de l'Ascendant ;
- primauté de la prédiction (thème radical[à définir] ; arc solaire[11] ; progressions ;  transits) ;
- objets transneptuniens (OTN) dont l'existence reste hypothétique - il s'agirait de tourbillons d'énergie analogues au vortex d'un fluide.

### Objets transneptuniens (OTN)

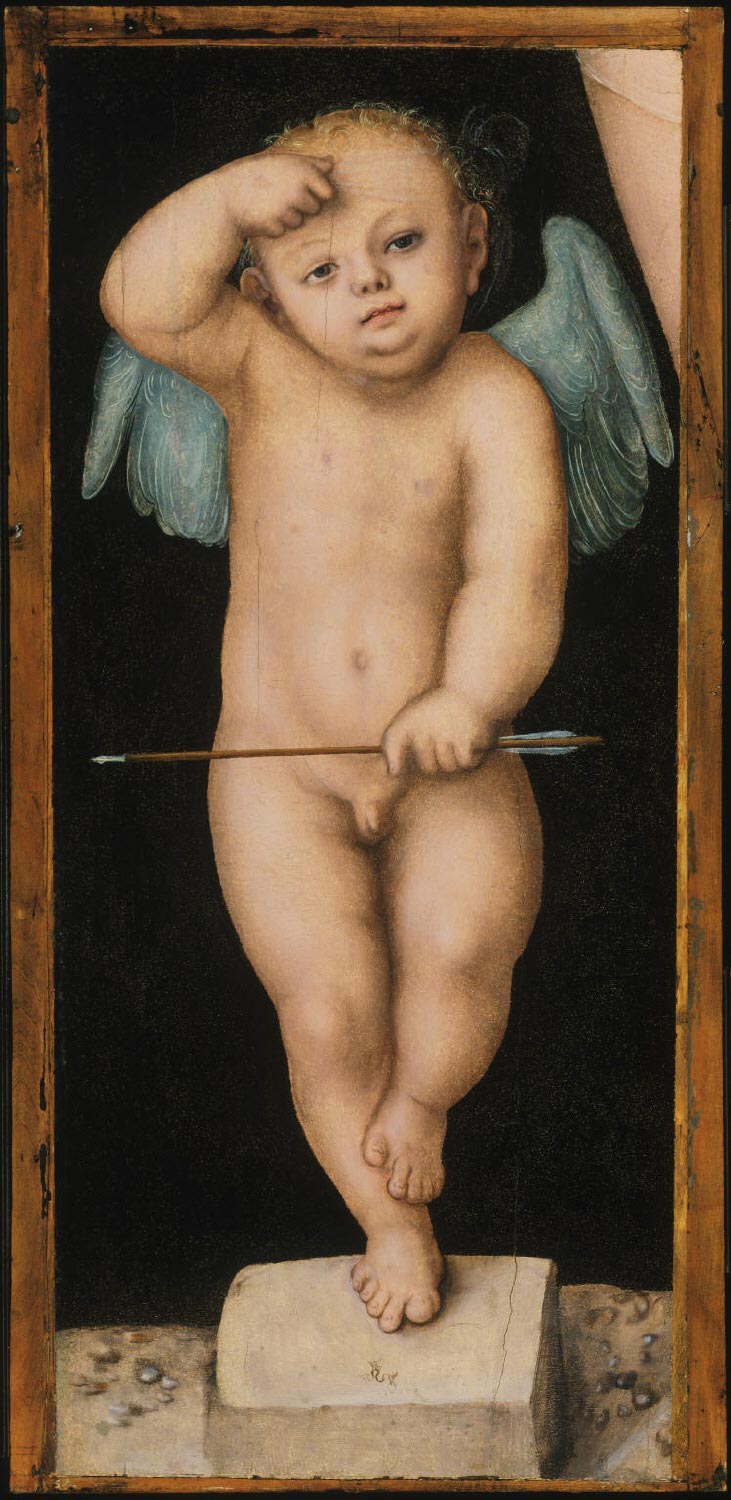
Cupidon par Lucas Cranach l'Ancien (vers 1530). Philadelphia Museum of Art.

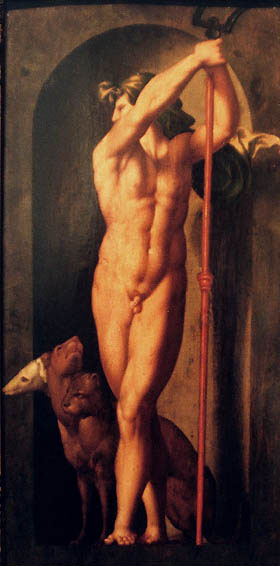
Hadès. Anonyme (16e s.). Localisation inconnue.

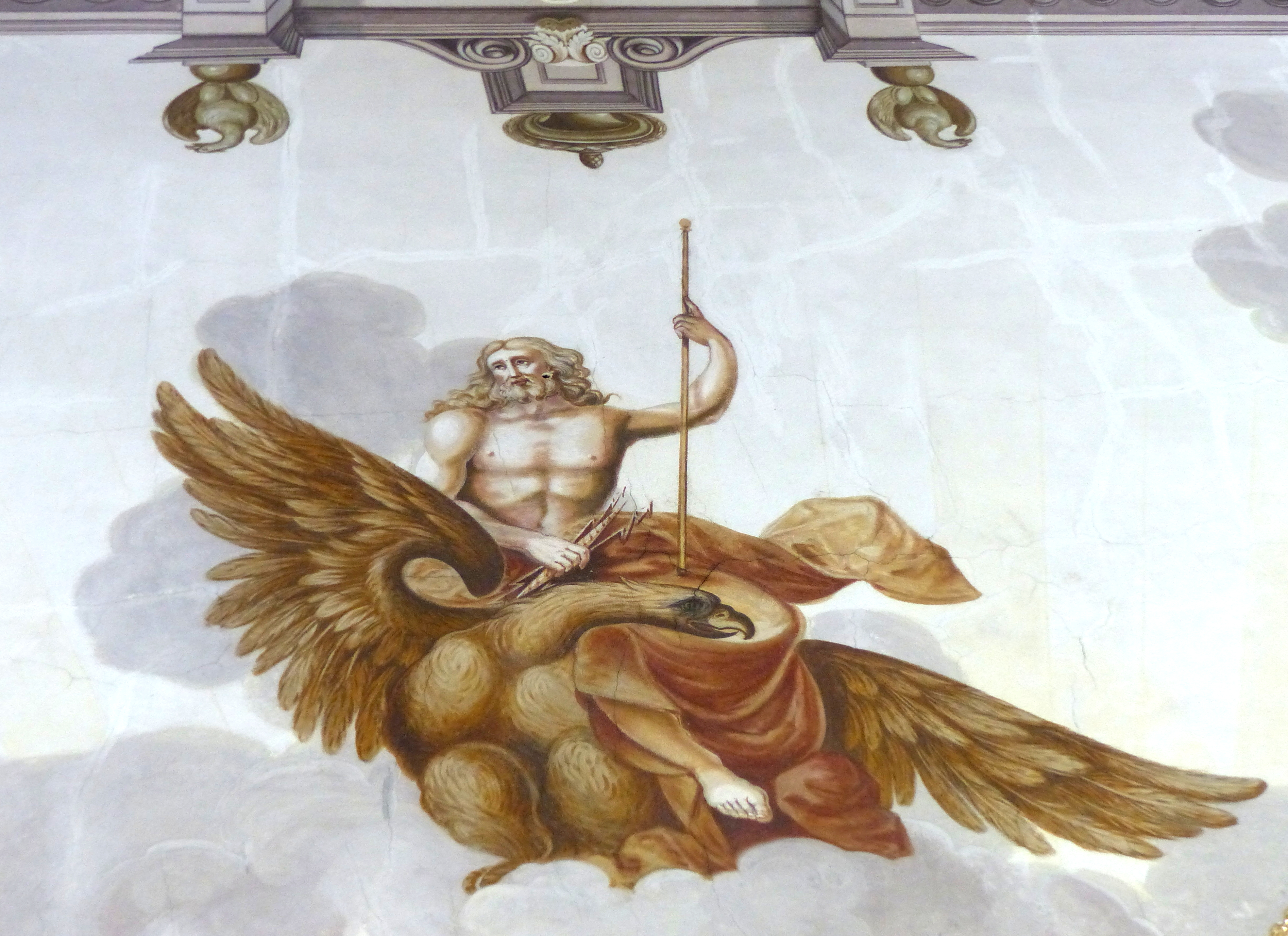
Zeus. Fresque, Abbaye de Nová Říše (Tchéquie).

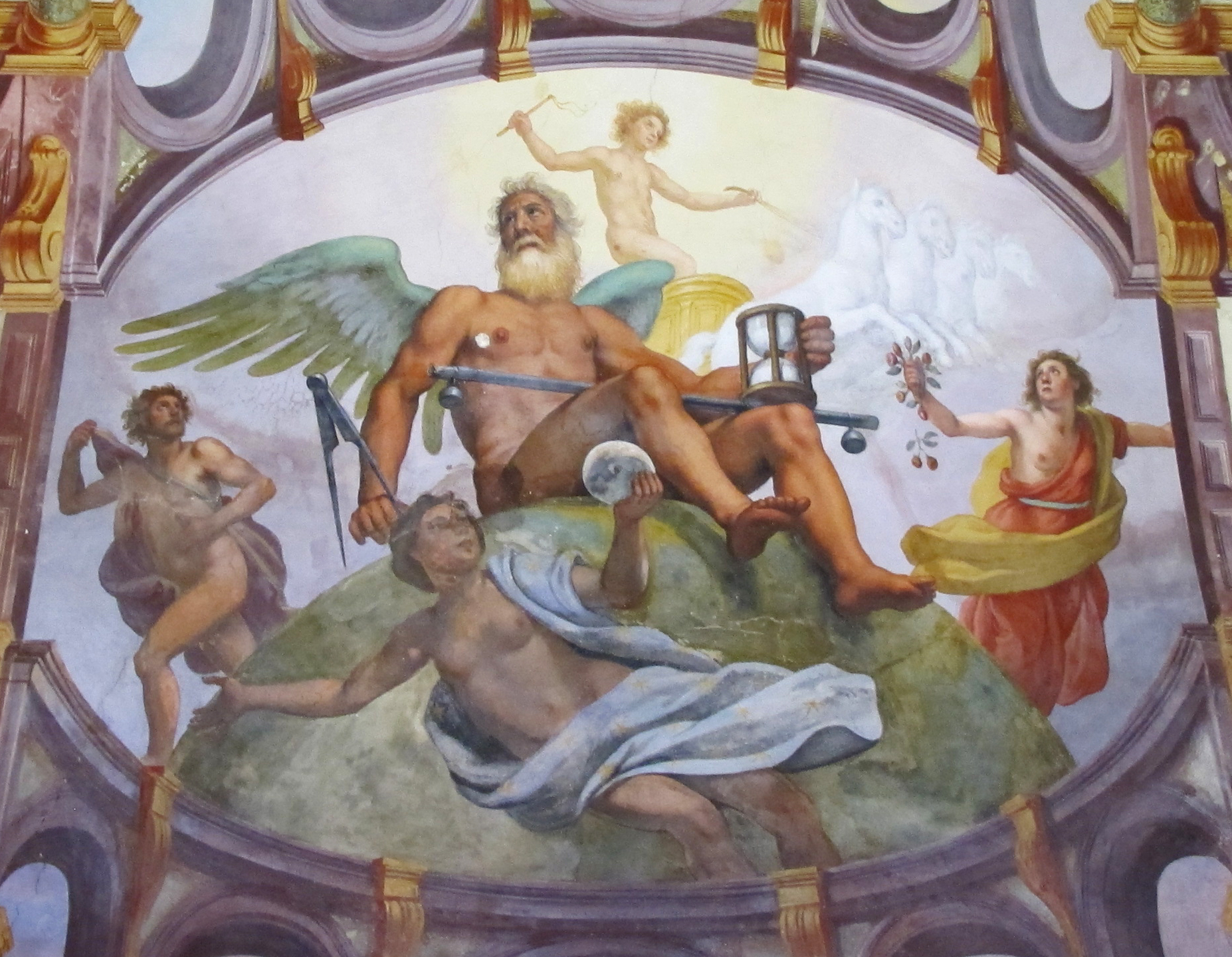
Kronos par Domenico Cresti. Fresque, Villa Corsini a Mezzomonte (Impruneta).

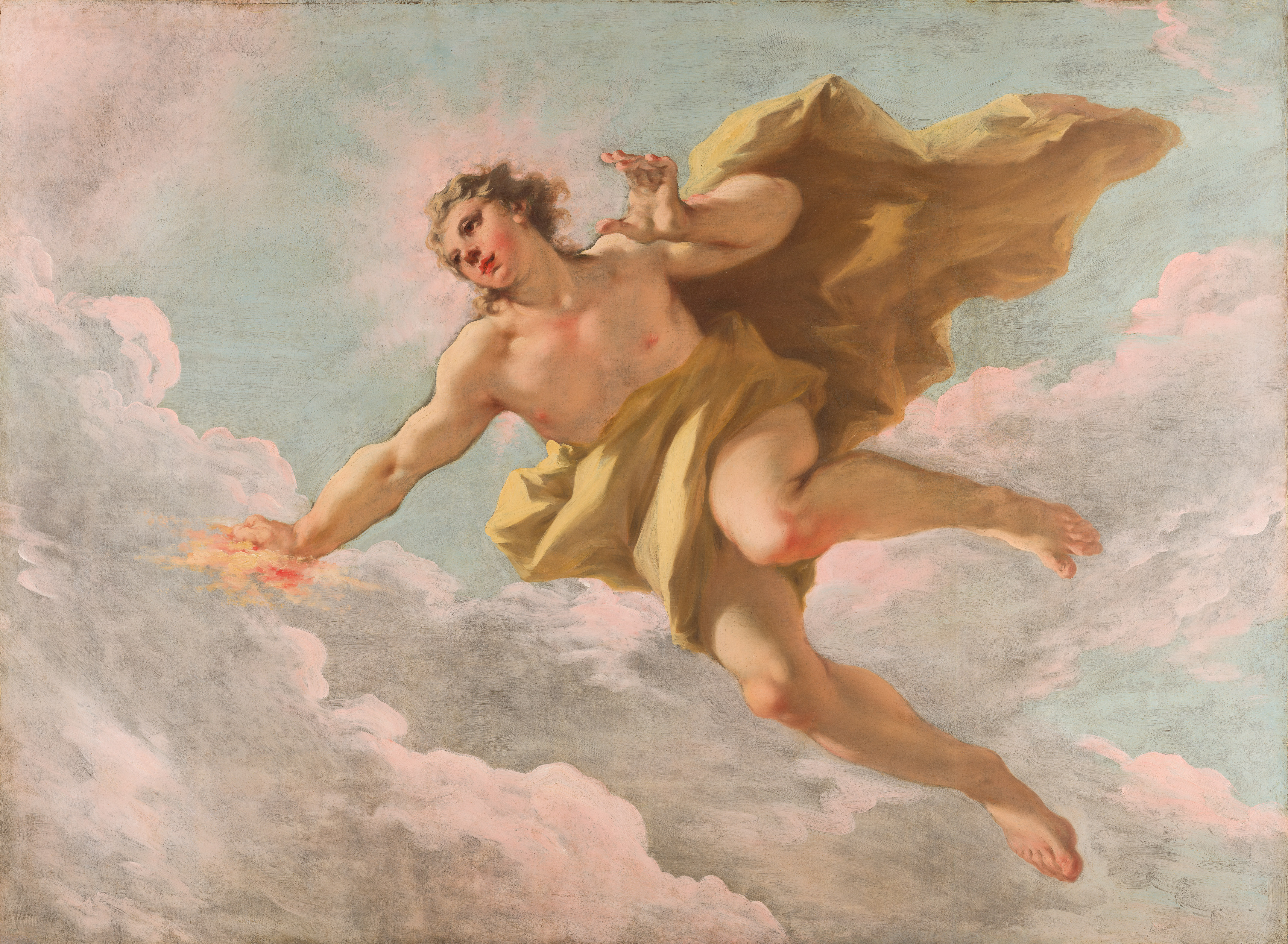
Apollon par Giovanni Antonio Pellegrini (1718). Mauritshuis (La Haye).

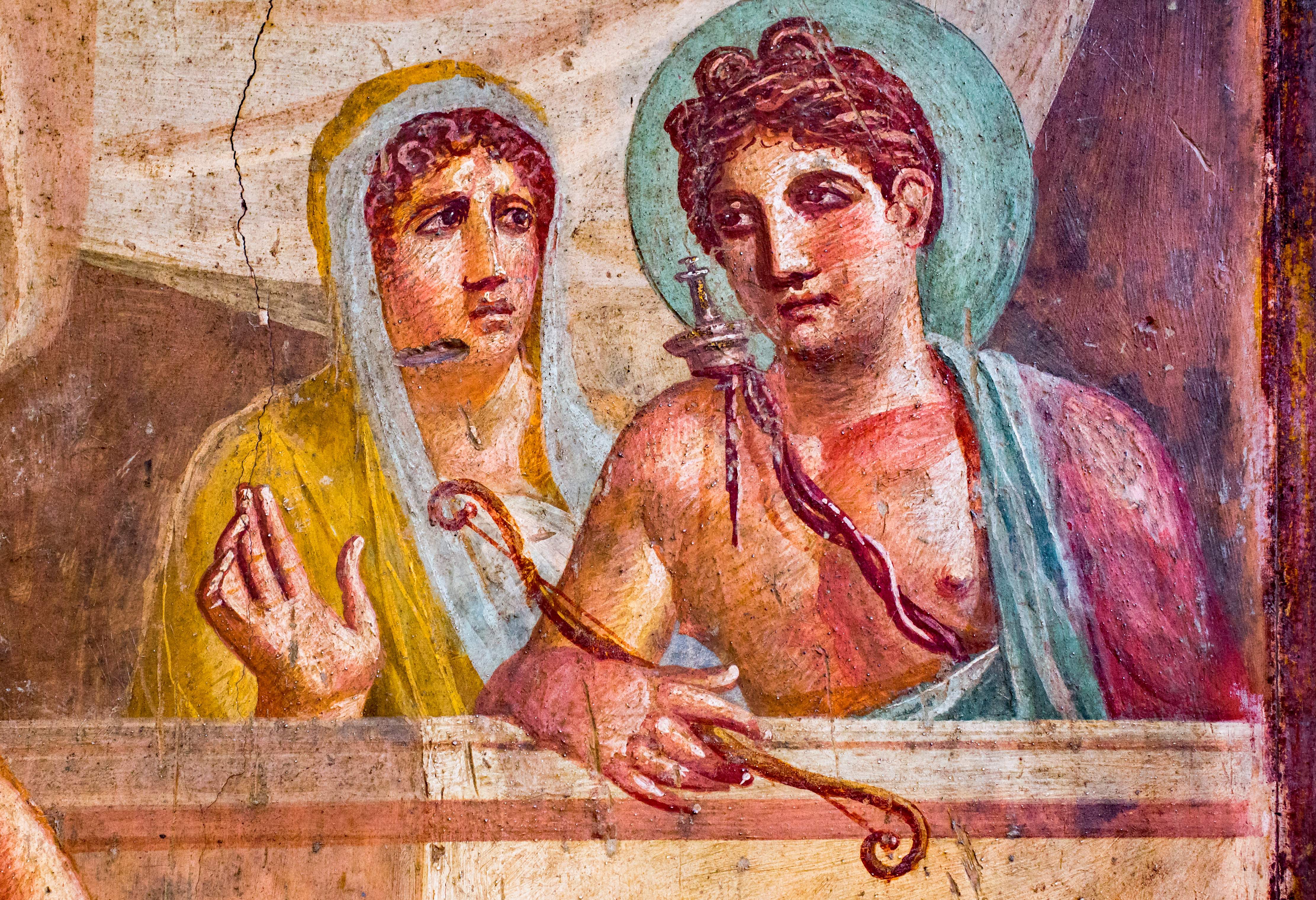
Admète et Alceste reçoivent l'oracle d'Apollon. Fresque (Herculanum).

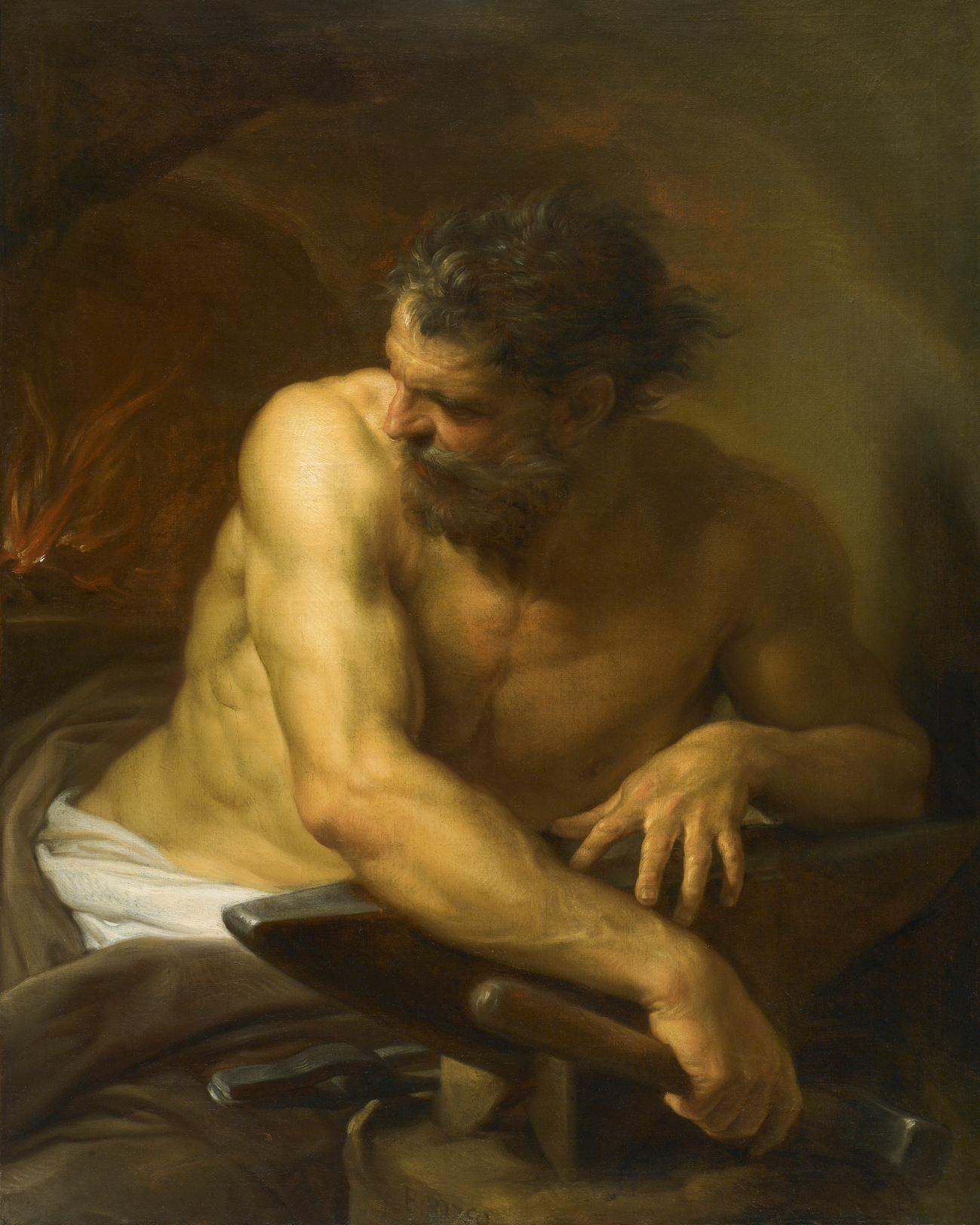
Vulcain à sa forge par Pompeo Batoni (1750). Musée des beaux-arts du Canada (Ottawa).

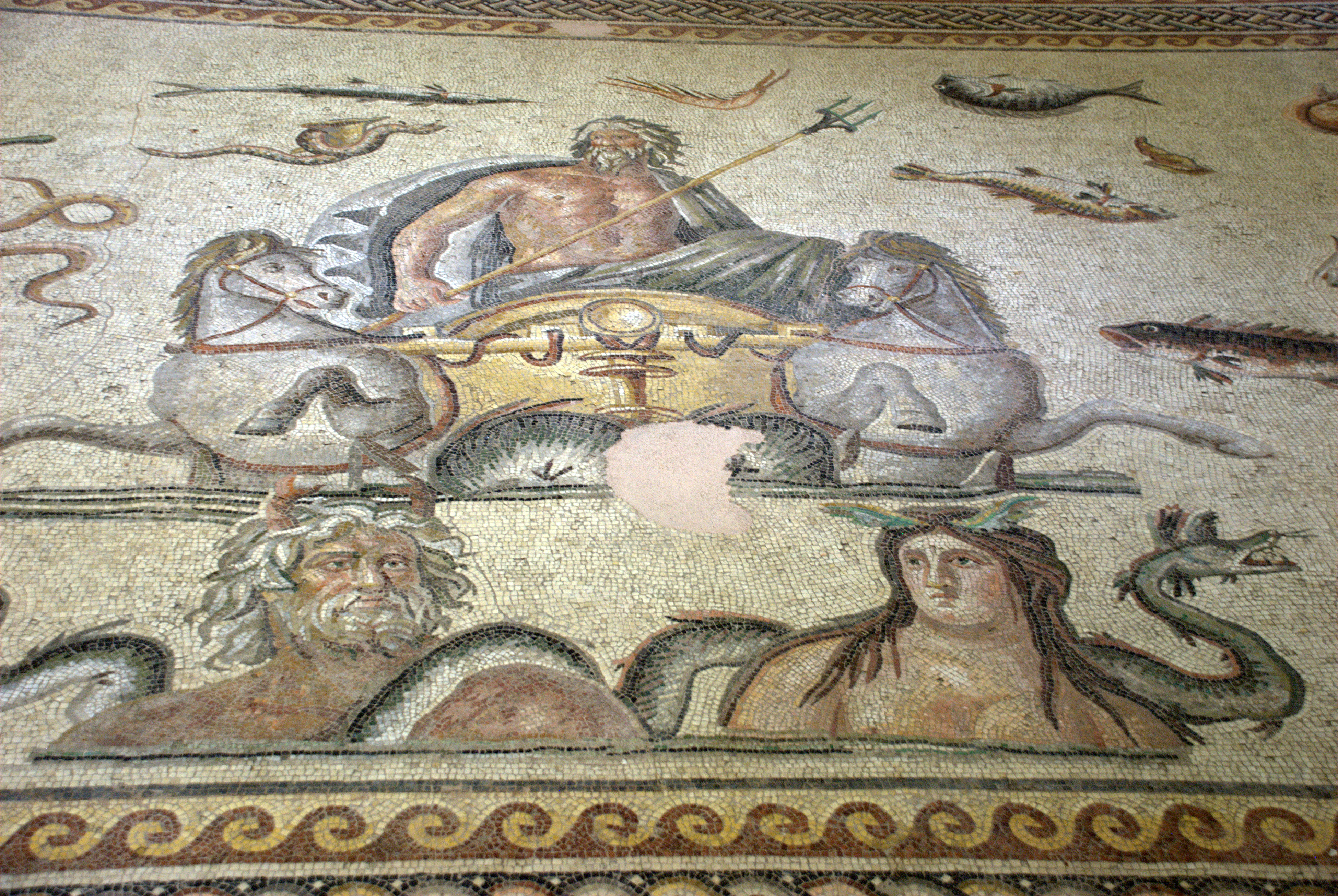
Poséidon (en haut), Okéanos et Téthys. Mosaïque, Musée de Zeugma (Gaziantep).

Dans les années 1930, de nombreux astronomes conjecturent que des corps célestes différents de Pluton gravitent au-delà de Neptune.
Dès 1923, Alfred Witte émet l'hypothèse de quatre objets transneptuniens (OTN), qu'il nomme :
- Cupidon (l'union, le foyer, la société, la culture) ;
- Hadès (le veuvage, la bassesse, la maladie) ;
- Zeus (les armes, le feu, les machines, la productivité) ;
- Kronos (l'autorité, la supériorité, le gouvernement).

Entre 1927 et 1934, son élève Friedrich Sieggrün en ajoute quatre autres :
- Apollon (le savoir, le succès, l'ampleur) ;
- Admète (la concentration, l'endurance, le blocage) ;
- Vulcain (l'énergie, l'intensité, la violence) ;
- Poséidon (la spiritualité, l'idéal, la sagesse).

On observe que le nom de dieux grecs (ci-dessous, à gauche) donné à quatre entités hypothétiques fait double emploi avec celui, romain (à droite), attribué à des planètes existantes :
- Hadès = Pluton ;
- Zeus = Jupiter ;
- Cronos = Saturne ;
- Poséidon = Neptune.

Quant aux quatre autres :
- Cupidon, dieu romain de l'amour, correspond à l'Éros grec qui a donné son nom à un astéroïde ;
- Apollon, dieu solaire des arts, de la lumière et de la divination, est à la fois grec et romain ; il a donné son nom à l'astéroïde n° 1062 et, par suite, au groupe d'astéroïdes correspond ;
- Admète est un mortel de la mythologie grecque, roi de Thessalie et époux de la princesse Alceste, qui lui sacrifie sa vie ; il a donné son nom à deux astéroïdes, l'un composant la ceinture principale, l'autre tournant autour de Jupiter  ;
- Vulcain, dieu romain du feu, des volcans et des forges, correspond à l'Héphaïstos grec ; il a donné son nom à une planète intramercurienne dont l'existence est aujourd'hui infirmée.

En outre, les caractéristiques attribuées à ces objets recoupent en partie celles d'astres connus de l'astrologie classique :
- Cupidon évoque Vénus (l'union, l'esthétisme) et Jupiter (la joie)
- Hadès évoque Pluton (l'invisible, la transformation) et Saturne (la difficulté, la souffrance)
- Zeus évoque à la fois Jupiter (l'ampleur, la puissance), Mars (l'énergie, la violence) mais aussi Uranus (la technologie, les accidents) ;
- Kronos évoque à la fois Saturne (l'intégrité, l'ascension) et Jupiter (l'ampleur, l'autorité) ;
- Apollon évoque à la fois Jupiter (l'ampleur, l'autorité), Mercure (la découverte, le savoir) mais aussi le Soleil (la dignité, la grandeur) ;
- Admète évoque à la fois Mercure (la réflexion) et Saturne (la concentration, la profondeur) ;
- Vulcain évoque Mars (l'énergie, la violence) ;
- Poséidon évoque Neptune (la spiritualité, l'idéal philosophique ou religieux) et Mercure (l’intelligence, les idées).

#### Caractéristiques des OTN
Le tableau qui suit précise la période de révolution et le nombre d'unités astronomiques des objets transneptuniens :
| Nom                              | Période de révolution autour du Soleil 1 en années | Unités astronomiques 1 1 ua = 150 millions de km, distance de la Terre au Soleil |
| Cupidon                          | 262,5 estimation de Witte (1923)                   | 41                                                                               |
| Hadès                            | 360,6 estimation de Witte (1924)                   | 50,7                                                                             |
| Zeus                             | 455,6 estimation de Witte                          | 59,2                                                                             |
| Kronos                           | 521,8 estimation de Witte (1924)                   | 64,8                                                                             |
| Apollon                          | 589,4 576 pour Sieggrün                            | 70,4                                                                             |
| Admète                           | 631,7 617 pour Sieggrünn                           | 73,7                                                                             |
| Vulcain                          | 679 663 pour Sieggrünn                             | 77,4                                                                             |
| Poséidon                         | 765,3 745 pour Sieggrünn                           | 83,5                                                                             |
| 1 arrondi à la première décimale |                                                    |                                                                                  |

#### Symboles des OTN
Comme les planètes du système solaire, les objets transneptuniens sont représentés par un symbole :

Cupidon
Hadès
Zeus
Kronos

Apollon
Admète
Vulcain
Poséidon

#### Corps célestes hypothétiques
Si aujourd'hui les astronomes ont vérifié l'existence de milliers d'objets transneptuniens tels la ceinture de Kuiper, le disque des objets épars ou le nuage de Oort, ils n'ont pas validé l'existence des planètes homonymes de l'astrologie uranienne.
Malgré sa revendication d'une approche scientifique, Alfred Witte n'a pu prouver la réalité astronomique des objets transneptuniens. À la fin de sa vie, ses théories ont même suscité railleries et rejet.
Assez longtemps, des membres de l'École de Hambourg ont affirmé que certains corps célestes transneptuniens, ni planètes ni objets, seraient les barycentres de grappes d'objets, autrement dit des foyers immatériels d'énergie.

### Développements
Reinhold Ebertin (1901-1988) étudie les méthodes de l'École de Hambourg sans les adopter. Il en conserve les principes mais rejette les objets transneptuniens, jugés hypothétiques. Il nomme cosmobiologie (en) sa vision de l'astrologie uranienne. En 1940, il publie Kombination der Gestirneinflüsse (Combinaison des influences astrales).
L'utilisation des méthodes de l'astrologie uranienne reste marginale. Toutefois plusieurs astrologues acceptent le principe des mi-points.